# 所萬遊記
『所萬遊記』（ところまんゆうき）は、2005年4月9日（8日深夜）から2006年9月30日（29日深夜）までTBS系列で放送されていた深夜バラエティ番組である。タレント・所ジョージがお笑いコンビさまぁ〜ず、同オセロの中島知子と共に全編ロケで様々な企画に挑んだ。

## 番組概要
所ジョージ率いる一行が「世直し」と称し、様々な場所で遊んだり物事を体験したりするバラエティ番組。2004年10月 - 2005年3月に同局で放送された『天才!トコロ店』をリニューアルする形でスタートした。
所ジョージの事務所（秘密基地）を中心に、全編ロケーション撮影で進行する。食べ物や玩具、乗り物など、多趣味で知られる所のセンスや思い付きが番組全編に散りばめられ、時には所が私有地を撮影場所に提供するなど、出演者が自由に企画を展開した。そのあまりの自由度の高さから、三村マサカズが本番中に「こんなに遊んでてお金貰っちゃっていいのかな･･･」と我に返ることもあった。また、米大好きの三村がご飯を食べた時、所ジョージが「お相撲さん?」とツッコミを入れるのがお約束だった。
以前同局で放送されていた『所ドコロ仕事熱心』（制作会社も同じイーストが担当）と類似したコンセプトで番組を制作していた。
番組冒頭は所のオープニングトークから始まり、「今日集まってもらったのは他でもない」「他なわけねーだろ!!」のやりとりがお約束。また番組中随所に、出演者を模した似顔絵がアニメーションとして挿入され、特に中島知子のすっぴんを揶揄して名付けられた「落武者」「フランケン」は頻繁に登場した。

## 出演者
- 所ジョージ
- さまぁ〜ず（大竹一樹・三村マサカズ）
- 中島知子（オセロ）
- 所英男（不定期）

ほか

## 企画・コーナー
毎回「○○を世直し」という企画タイトルが付けられた。
「食を世直し」シリーズ
「サラダにかけても分からない『緑色マヨネーズ』」「パンはパンでも食べられるパン 『フライパン』」「固定観念を捨てろ！『青色のカレー』」「豚カツをホットケーキで挟む『ホットカツケーキ』」といった、新たな視点から料理を開発する企画。その中でも、カツ丼の逆転発想版（たれのかかったご飯を薄切りの豚肉でくるんで豚カツの要領で揚げる）とも言うべき「丼カツ」は「これで店が開ける」と一同が納得の最高度の評価をしていた。
他にも、ロケ先の美味しい物や、所おすすめの品を紹介したり、アイスクリームや鶏肉のだしなどテーマを絞って食べ比べる企画もあった。料理企画には所夫人で料理研究家の顔も持つ芳賀文子が度々出演し、自慢の料理を振舞った。
「○○萬遊記」
さまぁ〜ずがメインとなって所に挑む「さまぁ〜ず萬遊記」や、全編を中島が仕切る「ナカジ萬遊記」など。またこの際は番組タイトルロゴも変更して放送された。
キャラクターナビゲーション（キャラナビ）
フィギュアを撮影し、写真に面白いコメントを付ける所発案の遊び。作品を集めた書籍『所ジョージのキャラクターナビゲーション』が2006年7月に発売された。
その他
- 番組初期には、出演者が自由に身振り手振りをし、あとで編集で振りに合わせて効果音を入れる「音遊び」が頻繁に行われていた。
- 時折ゲストも登場し、演歌歌手・八代亜紀の私邸を訪問したり、明石家さんまが乱入して2週に渡ってトークを展開するなど、所の人脈を生かし大物有名人が出演した。
- ロケ中に所さんが使っていたカメラは本人所有で、Nikon coolpix 3700である。
- その後、デジタル一眼レフの日本人的造り（バッテリーなど）を褒めていた。（こちらも本人所有のCanon EOS KISS デジタルXのシルバーである。
- 2005年12月、苗字が同じという縁で、所ジョージが格闘家の所英男に入場テーマ曲『逆境ファイター』を提供。以降所英男が度々番組に出演し、さまぁ〜ずの三村・大竹に次ぐ「所家の三男」として準レギュラー待遇となった。
- 三村が新居を建てた際、「世話になっているから」という理由で本番組と「内村プロデュース」のみロケが許可された。また、三村夫人も含めて家族全員が顔出しになった（特に、三村夫人は本番組がＴＶ初公開。また、メ〜テレで2005年6月14日放送（名古屋地区）の『げりらっパ』でも「夢の万博プロジェクト!三村ファミリーの弁当を作ろう!!」の回で三村ファミリーが出演）。
- 番組のエンディングはあいうえお作文で締めるのが恒例で、即興芸に長けるさまぁ〜ずのほか、ゲストが思わぬ秀作を生み出すこともあった。

## 主題歌
歴代エンディングテーマ
- 名取香り『Player』（2005年4月 - 5月）
- Heartsdales『Hey DJ!』（2005年6月 - 7月）
- マツリルカ&アリス『ラブ・リルカ』（2005年8月 - 9月）
- サラブレンド『ららら...』（2005年10月 - 11月）
- 小松未歩『恋になれ...』（2005年12月 - 2006年1月）
- 鈴木みらい『4 seasons』（2006年2月 - 3月）
- berry『咲きましょう』（2006年4月 - 5月）
- MAI『夏NATSU×××』（2006年6月 - 7月）
- TRAX『RESOLUTION』（2006年8月 - 9月）

## スタッフ
- 構成：北本かつら、石坂伸太郎、石井裕之、紀康 成、関口正晴
- ナレーター：松尾まつお
- ＴＰ：高瀬義美
- ＣＡＭ：小池悟志
- ＡＵＤ：加瀬悦史
- 編集：朝日 豊
- ＭＡ：田倉 学
- 音効：岩下康洋
- ＣＧ：渡部佳宣
- 美術プロデューサー：矢部香苗
- 美術進行：山田和泉
- メイク：本田千香子
- 車両：東名運輸
- 宣伝：河野裕之（TBS）
- イラスト：赤坂慶介、大谷丈明
- 美術協力：アックス
- 協力：ニユーテレス、麻布プラザ、サウンドエッグノッグ
- ディレクター：佐藤紀男、渡辺浩則、石 武士
- 演出：手塚公一
- プロデューサー：成田 肇（イースト）
- 制作：イースト、TBS

## ネット局と放送時間
| 放送対象地域 | 放送局                        | 系列    | 放送日時                     | 備考     |
| ------------ | ----------------------------- | ------- | ---------------------------- | -------- |
| 関東広域圏   | TBS                           | TBS系列 | 土曜 1:25 - 1:55（金曜深夜） | 制作局   |
| 山形県       | テレビユー山形                | TBS系列 | 火曜 1:25 - 1:55（月曜深夜） | 17日遅れ |
| 宮城県       | 東北放送                      | TBS系列 | 木曜 0:55 - 1:25（水曜深夜） | 5日遅れ  |
| 福島県       | テレビユー福島                | TBS系列 | 土曜 0:35 - 1:05（金曜深夜） | 14日遅れ |
| 静岡県       | 静岡放送                      | TBS系列 | 土曜 1:40 - 2:10（金曜深夜） | 7日遅れ  |
| 中京広域圏   | 中部日本放送（現・CBCテレビ） | TBS系列 | 火曜 1:25 - 1:59（月曜深夜） | 3年遅れ  |
| 近畿広域圏   | 毎日放送                      | TBS系列 | 金曜 1:10 - 1:40（金曜深夜） | 7日遅れ  |
| 宮崎県       | 宮崎放送                      | TBS系列 | 木曜 1:20 - 1:50（水曜深夜） | 12日遅れ |
| 沖縄県       | 琉球放送                      | TBS系列 | 木曜 10:00 - 10:30           | 20日遅れ |